# Robert Fitzgerald (Eisschnellläufer)
Robert Emmett "Bobby" Fitzgerald (* 3. Oktober 1923 in Minneapolis; † 22. April 2005 in Luverne) war ein US-amerikanischer Eisschnellläufer.
Fitzgerald, der keine nationale Eisschnelllaufmeisterschaft gewinnen konnte, wurde im Jahr 1946 Nordamerikameister im Mehrkampf und gewann bei den Olympischen Winterspielen zwei Jahre später in St. Moritz die Silbermedaille über 500 m. Zudem lief er dort auf den 28. Platz über 1500 m. Bei den Olympischen Winterspielen 1952 in Oslo errang er den 15. Platz über 500 m.
Fitzgerald war während des Zweiten Weltkrieges Mitglied in der US-Armee und wurde im Jahr 1944 aufgrund von Verletzungen, die er sich bei einem Flugzeugabsturz zugezogen hatte, entlassen. Nach seiner Karriere als Eisschnellläufer war er als Chiropraktiker tätig.

## Persönliche Bestleistungen
| Disziplin | Zeit       | Datum            | Ort        |
| --------- | ---------- | ---------------- | ---------- |
| 500 m     | 43,1 s     | 22. Februar 1948 | Oslo       |
| 1500 m    | 2:27,0 min | 30. Januar 1948  | St. Moritz |
| 5000 m    | 9:28,1 min | 17. Februar 1948 | Gjøvik     |